# Commodore 1551

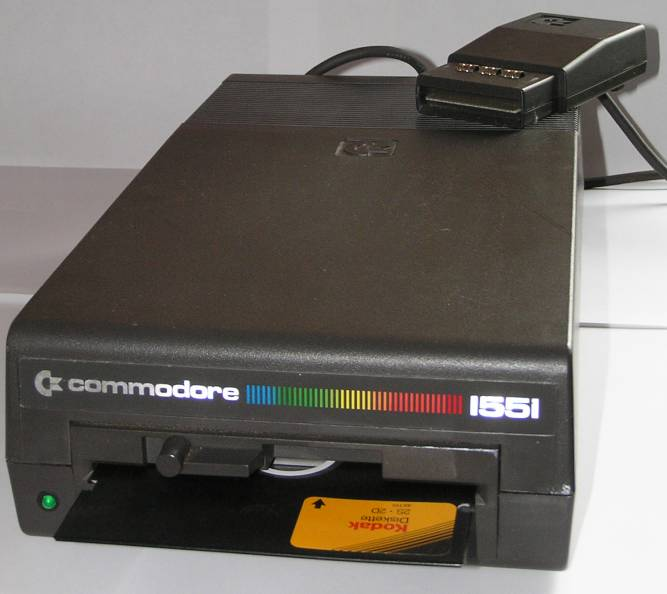
Disk drive Commodore 1551 modello europeo, in vista l'inusuale connettore

Il Commodore 1551 è un drive per floppy disk progettato per il Commodore Plus/4 e il Commodore 16.
Commodore riportò che tra i suoi piani di sviluppo aveva l'intenzione di produrre un'interfaccia che avrebbe permesso l'uso del 1551 sul Commodore 64, ma questa interfaccia non fu però mai messa in commercio.

## Descrizione tecnica
Diversamente dagli altri modelli prodotti da Commodore si collega al computer tramite la porta per le cartucce e questo determina una velocità di accesso ai dati maggiore rispetto alla usuale combinazione Commodore 64/Commodore 1541.
A parte la maggiore velocità, questo drive è molto simile al Commodore 1541. Come il modello 1541, è un drive sigle-sided (gestisce cioè solo dischi a singola faccia) con una capacità di 170 kB su floppy disk da 5¼". Ogni disco è diviso in 664 blocchi da 256 byte di spazio disponibile per l'utente. Sono poi presenti 19 blocchi per dati DOS e per le directory. Il file system vede ogni blocco di dati come un cluster.
Il modello 1551 usa la modalità di registrazione Group Code Recording e contiene al suo interno, come controller, un processore MOS Technology 6510T, una versione specializzata del processore 6510 del Commodore 64, impiegato solo nel 1551. Il DOS limita il numero di file per disco a 144, a prescindere dal numero di blocchi liberi: ciò è dovuto al fatto che le directory hanno una dimensione fissa ed il file system non supporta le sottodirectory. Il DOS del 1551 è compatibile con quello del 1541 ed i dischi scritti dall'uno possono essere utilizzati sull'altro.

## Diffusione
Il modello risultò molto meno comune degli altri disk drive della Commodore. Il 1541 era più diffuso perché compatibile con i popolari Commodore 64 e VIC-20: molti utenti optavano direttamente per l'acquisto di un drive 1541 per utilizzarlo con il Plus/4 ed il C-16. Il 1551 invece era compatibile solo con questi ultimi, che ebbero un discreto seguito in Europa ma maggiore diffusione negli Stati Uniti, ove i floppy disk si affermarono maggiormente.